# ナカソンゴラ県

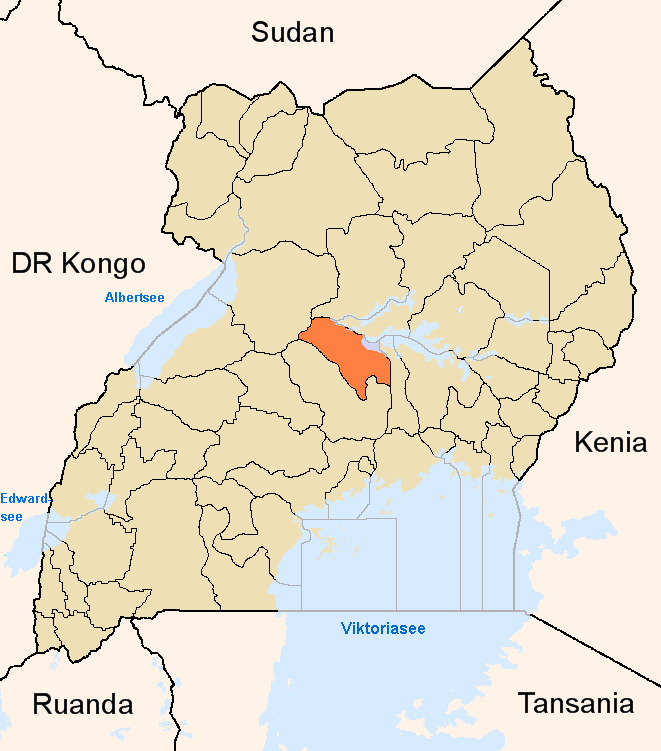
ナカソンゴラ県と2001年から2005年の県境

ナカソンゴラ県 (ナカソンゴラけん、Nakasongola District) はウガンダ中部、ブガンダ北東部の県。1894年にブニョロからブガンダに奪われたムベンデ地方の東部にあたり、キオガ湖の西、白ナイル川の南、カフ川の東に位置する。1997年7月1日にルウェロ県からブルリ郡が分割され設置された。面積は 3424 km²で、ナカソンゴラTCを含め9つの副郡が置かれている。主な住民はバントゥー系のルリ族で、2002年の国勢調査人口は 127,064 人。知事に相当する第5地域議会 (LC5) 議長はジェイムズ・ワンディラ・ムルリ。ルリ族や首長のサバルリ (Ssaabaruuli) とブガンダ、ブニョロとの関係を巡り対立が生じている。

## 隣接する県
南西にルウェロ県から分割されたナカセケ県、東にカユンガ県、北西にマシンディ県、北にランゴ地方のアパッチ県、アモラタル県と接する。
- アパッチ県
- アモラタル県
- カユンガ県
- ルウェロ県
- ナカセケ県
- マシンディ県

## 交通
ほぼ中央にカンパラからナカソンゴラを経てマシンディを結ぶ幹線道が走る。

## 脚註
1. ↑  Grace Matsiko, Robert Mwanje, "Police block Kabaka tour of Nakasongola", Monitor Online, Oct 8, 2008.
2. ↑  Tabu Butagira, "Uganda: 'Bunyoro, Mengo Courting Trouble'", Monitor Online, Oct 12, 2008.